# Jonny Adam

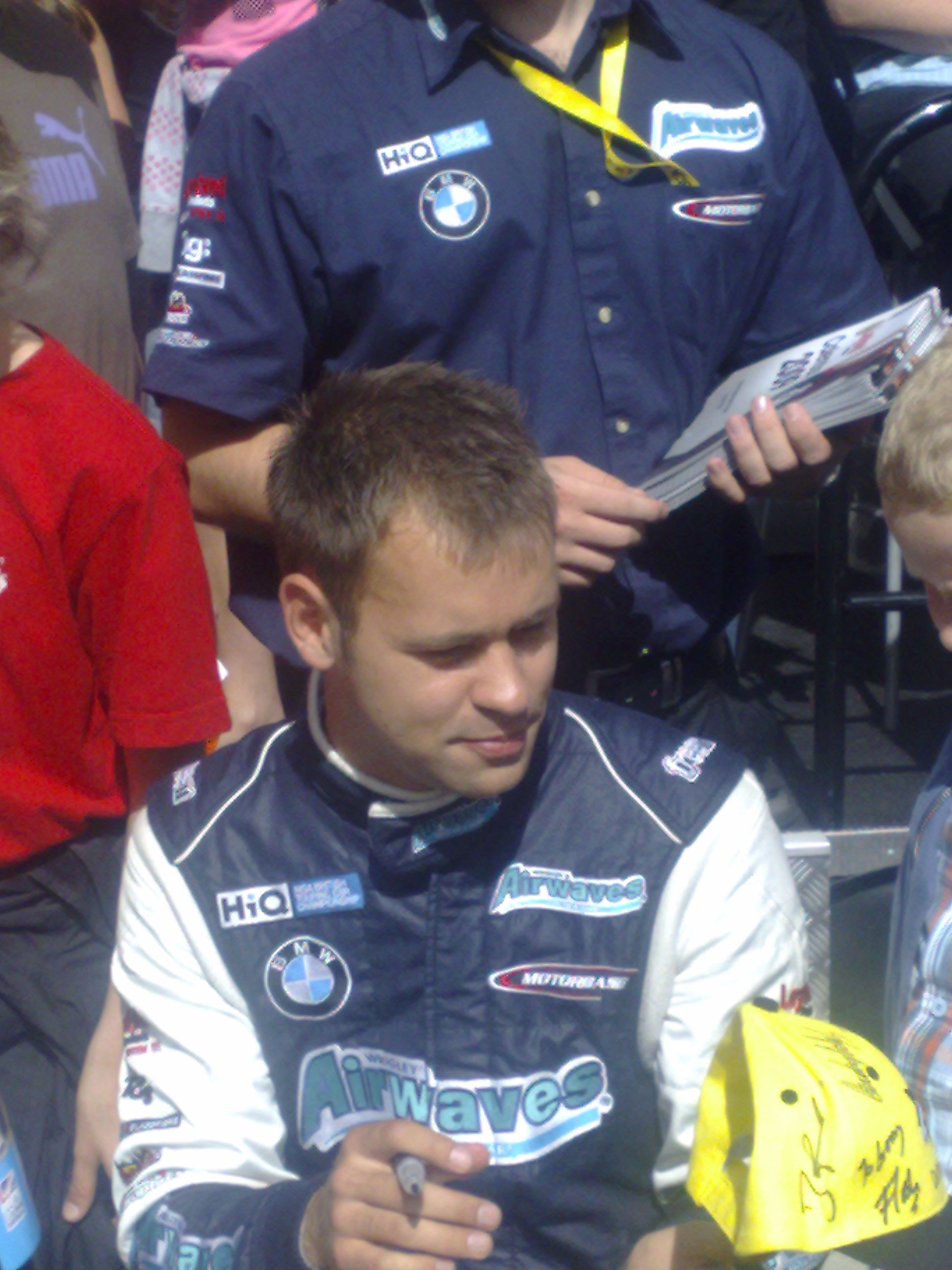
Jonny Adam 2009

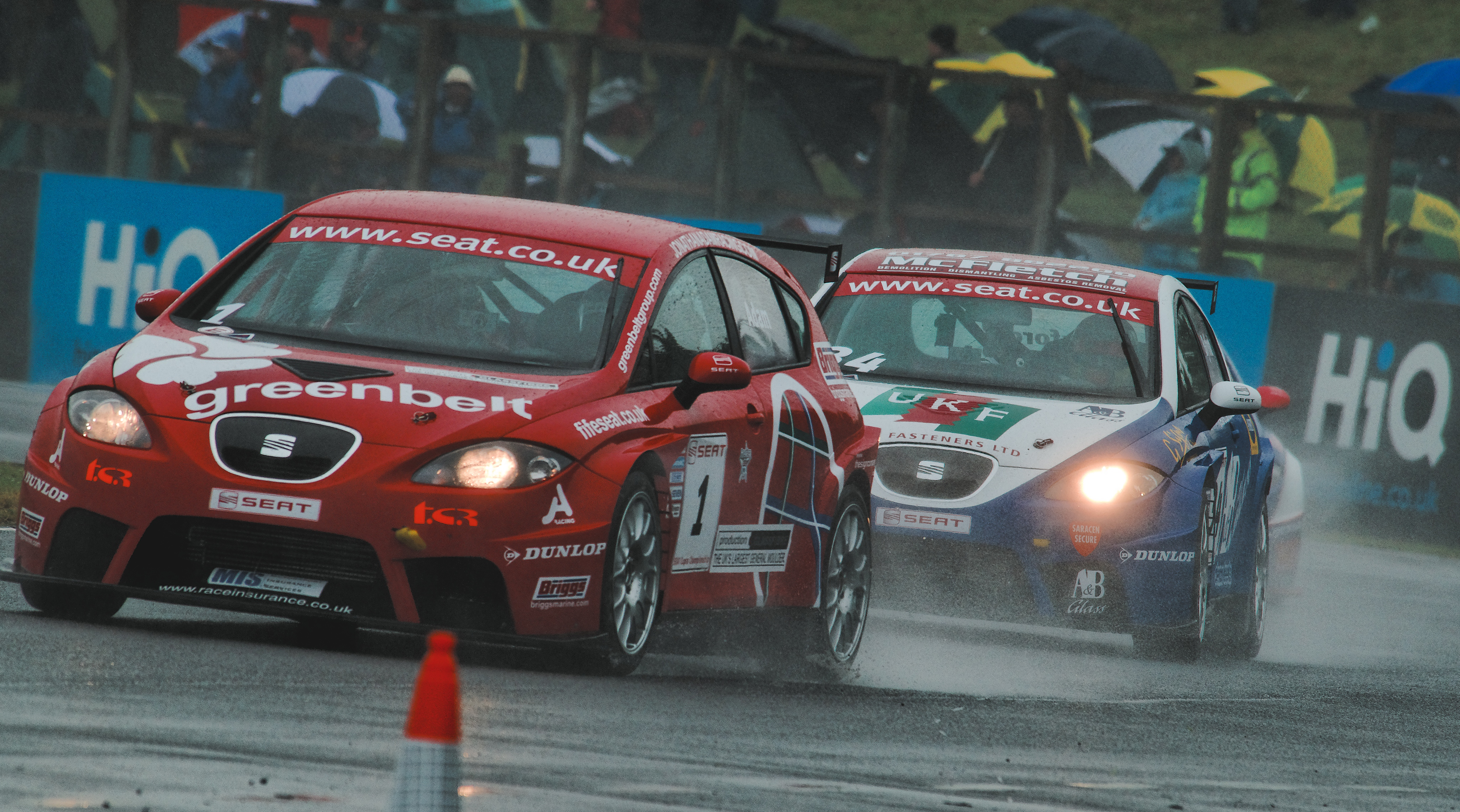
Jonny Adam vor Martin Byford auf dem Croft Circuit, SEAT Cupra Championship 2008

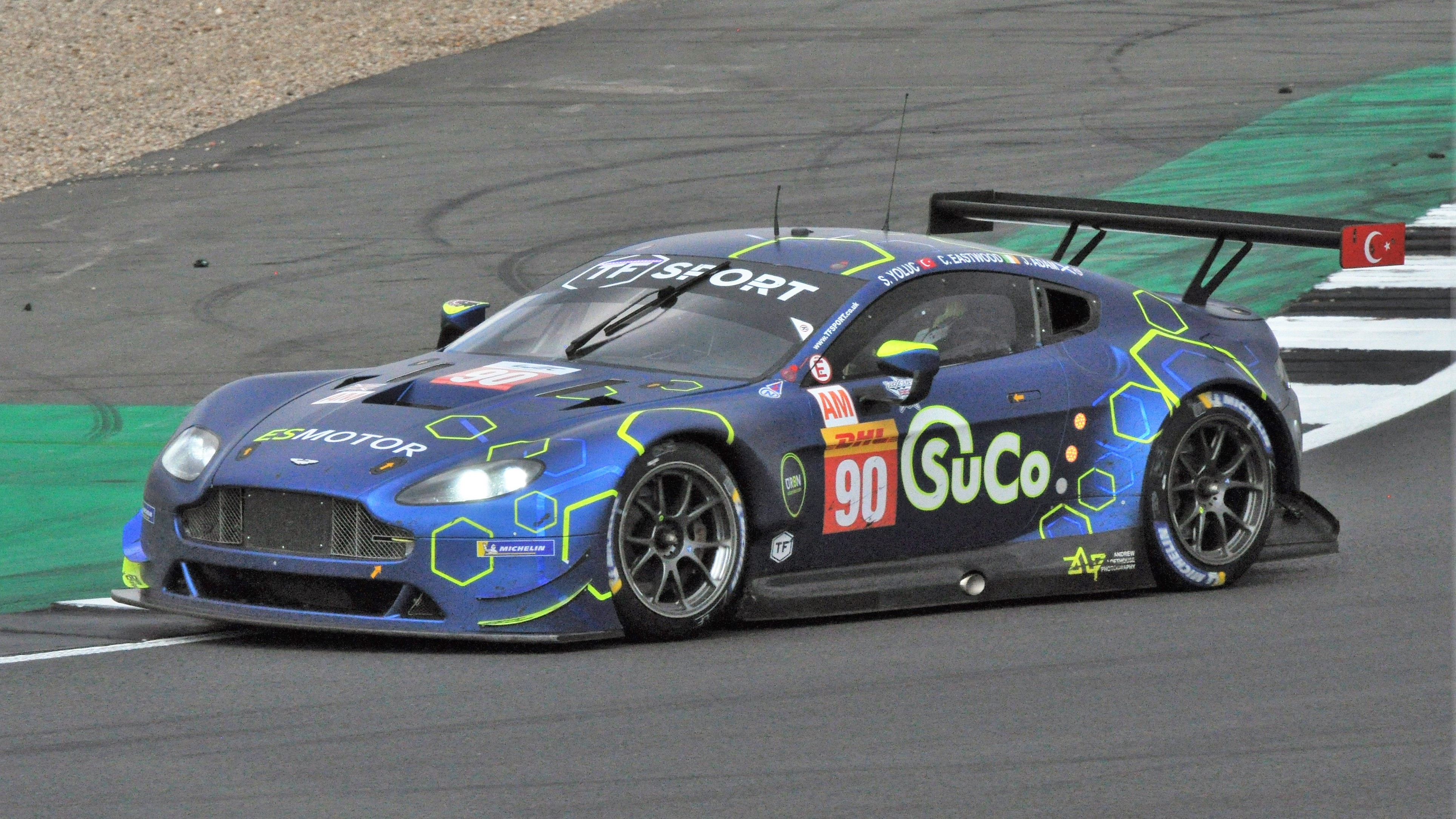
Jonny Adam beim 6-Stunden-Rennen von Silverstone 2018

Jonathan Robert „Jonny“ Adam (* 4. September 1984 in Lochgelly, Fife) ist ein britischer Rennfahrer. Er ist ehemaliger Meister im Elf Renault Clio Cup, der Seat Cupra Championship und in der British Touring Car Championship. Außerdem ist er ein ehemaliger Sieger der LMGTE Pro Klasse in Le Mans. Aktuell tritt er in der FIA-Langstrecken-Weltmeisterschaft und der British GT Championship an.

## Karriere

### Anfänge
Adam begann seine Karriere im Kartsport, wo er 1999 die schottische Kart TKM Challenge gewann. Zudem wurde er in der Saison 2002 Fünfter in der Britischen Kartmeisterschaft (100 National) und gewann die „Summerlee“-Meisterschaft in Larkhall.
Im Jahr 2003 trat er in der schottischen Formel Ford Zetec-Meisterschaft an, wo er am Ende der Saison Dritter in der Gesamtwertung wurde; im Newcomer's Cup wurde er Zweiter hinter Ryan Cannon (5 Punkte Rückstand).

### Clio Cup
Das Jahr danach wechselte Adam in den Renault Clio Cup, und nach einem langen Kampf gegen Ed Pead und Paul Rivett um die Meisterschaft, war es am Ende letzterer, welcher den Titel gewann. Adam hatte seine Chancen am vorletzten Rennwochenende in Donington Park weggeworfen, da er nicht ins Ziel kam. Jonathan wurde schließlich Dritter in der Meisterschaft.
Anschließend trat er im Clio Winter Cup an, wo er mit einem Sieg und drei weiteren Podestplätzen endlich den Titel in der Serie erringen konnte. 2005 kämpfte er in der Meisterschaft erneut gegen Pead. Dieses Duell zog sich durch die gesamte Saison, an deren Ende sich Adam den Pokal sichern konnte.

### SEAT Cupra Championship
Im folgenden Jahr begann Adam sein Engagement in einem weiteren Markenpokal, der Seat Cupra Championship. In einer spannenden Saison lag er ständig im Clinch mit dem späteren BTCC-Fahrer Mat Jackson sowie Alan Blencowe. Am Ende des Jahres war es Adam, welcher sich behaupten konnte.

### 24 Stunden von Le Mans
Nach einem sechsten Platz beim Rennen 2016 gewann Adam in der LMGTE Pro Klasse ein Jahr später. Dabei fuhr er einen Aston Martin Vantage GTE mit der Startnummer #97, seine Teamkollegen waren Darren Turner und Daniel Serra. In den letzten beiden Runden überholte er die Corvette (Startnummer #63) des Teams No. 63 Corvette von Jordan Taylor, Antonio García und Jan Magnussen, um seinem Team den Sieg zu sichern. Zudem stellte Adam an diesem Wochenende, genauer gesagt im Qualifying, die schnellste Zeit auf.

## Statistik

### Le-Mans-Ergebnisse
| Jahr | Team                | Fahrzeug                 | Teamkollege      | Teamkollege     | Platzierung             | Ausfallgrund |
| ---- | ------------------- | ------------------------ | ---------------- | --------------- | ----------------------- | ------------ |
| 2016 | Aston Martin Racing | Aston Martin Vantage GTE | Fernando Rees    | Richie Stanaway | Rang 24                 |              |
| 2017 | Aston Martin Racing | Aston Martin Vantage GTE | Darren Turner    | Daniel Serra    | Rang 17 und Klassensieg |              |
| 2018 | Aston Martin Racing | Aston Martin Vantage AMR | Maxime Martin    | Alex Lynn       | Rang 37                 |              |
| 2019 | Aston Martin Racing | Aston Martin Vantage AMR | Maxime Martin    | Alex Lynn       | Rang 44                 |              |
| 2020 | TF Sport            | Aston Martin Vantage GTE | Charlie Eastwood | Salih Yoluç     | Rang 24 und Klassensieg |              |

### Einzelergebnisse in der FIA-Langstrecken-Weltmeisterschaft
| Saison  | Team                | Rennwagen                | 1   | 2   | 3   | 4   | 5   | 6   | 7   | 8   | 9   |
| ------- | ------------------- | ------------------------ | --- | --- | --- | --- | --- | --- | --- | --- | --- |
| 2012    | Aston Martin Racing | Aston Martin Vantage GTE | SEB | SPA | LEM | SIL | SAO | BAH | FUJ | SHA |     |
| 2012    | Aston Martin Racing | Aston Martin Vantage GTE | DNF |     |     |     |     |     |     |     |     |
| 2013    | Aston Martin Racing | Aston Martin Vantage GTE | SIL | SPA | LEM | SAO | AUS | FUJ | SHA | BAH |     |
| 2013    | Aston Martin Racing | Aston Martin Vantage GTE |     |     |     |     |     | 18  | 20  |     |     |
| 2015    | Aston Martin Racing | Aston Martin Vantage GTE | SIL | SPA | LEM | NÜR | AUS | FUJ | SHA | BAH |     |
| 2015    | Aston Martin Racing | Aston Martin Vantage GTE |     |     |     | 21  | 19  | 20  | 19  | 21  |     |
| 2016    | Aston Martin Racing | Aston Martin Vantage GTE | SIL | SPA | LEM | NÜR | MEX | AUS | FUJ | SHA | BAH |
| 2016    | Aston Martin Racing | Aston Martin Vantage GTE |     | 17  | 24  |     |     |     |     |     | 23  |
| 2017    | Aston Martin Racing | Aston Martin Vantage GTE | SIL | SPA | LEM | NÜR | MEX | AUS | FUJ | SHA | BAH |
| 2017    | Aston Martin Racing | Aston Martin Vantage GTE | 19  | 23  | 17  | 21  | DNF | 17  | 17  | 20  | 19  |
| 2018/19 | Aston Martin Racing | Aston Martin Vantage AMR | SPA | LEM | SIL | FUJ | SHA | SEB | SPA | LEM |     |
| 2018/19 | Aston Martin Racing | Aston Martin Vantage AMR | 18  | 37  | 18  | 24  | 29  | 25  |     | 44  |     |
| 2019/20 | TF Sport            | Aston Martin Vantage GTE | SIL | FUJ | SHA | BAH | AUS | SPA | LEM | BAH |     |
| 2019/20 | TF Sport            | Aston Martin Vantage GTE | 24  | 19  | 19  | DNF | 19  | 17  | 24  | 21  |     |